# 土地堂东站
土地堂东站，位于中华人民共和国湖北省武汉市江夏区土地堂乡，是武咸城际铁路上的火车站，于2014年1月8日启用营运，由中国铁路武汉局集团管辖。

## 歷史
- 2014年1月8日通车启用[2]。

## 車站周邊
- 土地堂小学
- 土地堂中学
- 土地堂供电营业厅
- 农村商业银行土地堂支行

## 外部連結
- 中国铁路客户服务中心（页面存档备份，存于）